# Viebäck
Viebäck utanför Nässjö var 1905-1947 platsen där uppfostringsanstalten Viebäckhemmen var belägen. Institutionen, som var avsedd enbart för flickor, bedrevs av Diakonissanstalten i Stockholm.
Vid småortsavgränsningen 1990 kom området inom en småort med benämningen Viebäck och förblev så till avgränsningen 2000, då befolkningen minskat.